# Belenzsee
Der Belenzsee ist ein See im Landkreis Oder-Spree, Brandenburg, südlich von Müllrose und nordöstlich von Mixdorf zwischen den Orten gelegen. Er befindet sich im Naturpark Schlaubetal.
Der Zufluss erfolgt durch eine Quelle nordöstlich der Wustrower Berge. Sie entspringt den dortigen Feuchtwiesen. Der Abfluss erfolgt über einen Graben zur Schlaube, welcher sich am Nordwestufer befindet.

## Sonstiges
Die breiten Schilfgürtel und die reichlich vorhandenen Rohrkolbenbestände sorgen für den Erhalt zahlreicher Wasservögel, welche hier brüten. Um den See herum finden sich Breitblättriges Knabenkraut,
Steifblättriges Knabenkraut und Großes Zweiblatt.
Zwischen dem See und der Schlaube liegt ein geschütztes Braunmoosmoor (Drepanocladus exannulatus).
Ein Wanderweg führt vom Ostufer des Großen Müllroser Sees am Belenzsee vorbei zur Ragower Wassermühle. Der See liegt nahe dem Naturschutzgebiet Mahlheide (Gemarkung Schernsdorf).

## Fischerei
Das Angeln ist unter besonderer Berücksichtigung der Schutzbestimmungen des Naturparks Schlaubetal gestattet. Angler können sich deswegen an den Fischer wenden, der den See nutzt.